# Bill Kong
William Kong (江志) es un productor de cine famoso por la coproducción de la película Wò hǔ cáng lóng (2000), que le valió la nominación al Oscar a la Mejor Película, así como un premio BAFTA a la mejor película en lengua no inglesa.

## Premios y nominaciones
Premios Óscar
| Año  | Categoría      | Película       | Resultado |
| ---- | -------------- | -------------- | --------- |
| 2001 | Mejor película | Tigre y dragón | Nominado  |